# 1923 (電視劇)
《1923》（英語：1923）是一部美國西部劇情電視劇，是派拉蒙电视网劇集《黃石公園》的前傳，亦是劇集《1883》的續作，並於2022年12月首播。

## 概要
劇集跟隨1923年的另一代達頓家族，他們經歷包括西部擴張、禁酒和大蕭條在內的各種困難時期，他們要為克服當時的種種艱辛而奮鬥。

## 演員與角色
- 海倫·美蘭 飾演 卡拉·達頓（Cara Dutton）：雅各布·達頓的妻子和家族女族長。[1]
- 哈里森·福特 飾演 雅各布·達頓（Jacob Dutton）：黃石牧場的族長，卡拉·達頓的丈夫，詹姆斯·達頓的兄弟。
- 賽巴斯汀·羅謝（英语：Sebastian Roché） 飾演 雷諾神父（Father Renaud）：美國印第安人學校的校長。
- 達倫·曼（英语：Darren Mann） 飾演 傑克·達頓（Jack Dutton）：老約翰·達頓的兒子，雅各布·達頓的侄孫。他是一位敬業的牧場主，對家族非常忠誠。
- 米歇爾·蘭道夫（Michelle Randolph） 飾演 伊麗莎白·斯特拉福德（Elizabeth Strafford）：一個精力充沛、能幹的年輕女子，即將嫁入達頓家族。
- 詹姆斯·貝吉·戴爾 飾演 老約翰·達頓（John Dutton Sr.）：雅各布·達頓最年長的侄子和得力助手。
- 瑪莉·雪登 飾演 艾瑪·達頓（Emma Dutton）：老約翰·達頓盡職的妻子和傑克·達頓的母親。
- 布莱恩·格拉格提 飾演 贊恩（Zane）：一名非常忠誠的牧場工頭。
- 阿米娜·涅維斯（Aminah Nieves） 飾演 天娜·雷恩沃特（Teonna Rainwater）：公立寄宿學校的一名年輕女子。
- 朱莉婭·施萊弗（Julia Schlaepfer） 飾演 亞歷珊卓（Alexandra）：一名英國婦女，在國外遇到一個達頓家族的成員。
- 布蘭登·斯克萊納（英语：Brandon Sklenar） 飾演 斯賓塞·達頓（Spencer Dutton）：雅各布·達頓的侄子，老約翰·達頓的弟弟，曾目睹第一次世界大戰的恐怖。[2]
- 罗伯特·帕特里克 飾演 威廉·麥克道爾郡保安官（Sheriff William McDowell）：達頓家族的一個朋友。[3]
- 詹妮弗·艾莉 飾演 瑪麗修女（Sister Mary）：一名愛爾蘭修女，在蒙大拿州的美國印第安人學校任教。[4]
- 蒂莫西·道尔顿 飾演 唐納·惠特菲爾德（Donald Whitfield）。[5]

## 製作
2022年2月Paramount+宣佈已經訂購第二部名為《1932》的《黃石公園》前傳劇集，作為《1883》的續作。5月，海倫·美蘭和哈里森·福特被選為該劇的主演。6月，官方宣佈更改片名為《1923》。9月，賽巴斯汀·羅謝加入演員陣容。詹姆斯·貝吉·戴爾、達倫·曼、瑪莉·雪登、米歇爾·蘭道夫（Michelle Randolph）、布莱恩·格拉格提、阿米娜·涅維斯（Aminah Nieves）和朱莉婭·施萊弗（Alexandra）隨後也加入演員陣容。
劇集在2022年7月於蒙大拿州比尤特開始前期製作，拍攝則於8月22日正式開始。蒙大拿州阿納康達在8月下旬被選為另一個拍攝地點，懷特霍爾亦在9月被選為另一個拍攝地點。

## 外部連結
- 互联网电影数据库（IMDb）上《1923》的资料（英文）